# Tanytarsus tusimatdeeus
Tanytarsus tusimatdeeus är en tvåvingeart som beskrevs av Sasa och Suzuki 1999. Tanytarsus tusimatdeeus ingår i släktet Tanytarsus och familjen fjädermyggor. Inga underarter finns listade i Catalogue of Life.